# Obléhání Keraku
Obléhání Keraku se odehrálo v listopadu 1183. Zajordánský vládce Renaud ze Châtillonu předtím napadl arabské území s cílem dobýt nejsvatější místo muslimů – Mekku. Saladin na to odpověděl obležením jeho hradu, a to v době, kdy zde probíhala svatba Renaudova nevlastního syna Onfroye s jeruzalémskou princeznou Isabelou. Nakonec ale Keraku přitáhla na pomoc jeruzalémská armáda a Saladin byl donucen ustoupit.

## Předchozí události
Kerak byl sídelním městem Renauda de Châtillon, pána Zajordánska. Kerackou pevnost Krak de Moab či Le Pierre du Desert postavil roku 1142 za vlády krále Fulka z Anjou Payen le Bouteiller, pán Kraku de Montréal. Hrad se nachází 124 kilometrů jižně od Ammánu. Za Renaudovy vlády v Keraku panovalo mezi křesťany a muslimy několik příměří, Renaud však často bez ohledu na mír napadal muslimská území a arabské karavany táhnoucí Zajordánskem. Nejvýraznějším a nejodvážnějším činem podnikavého Renauda byl v roce 1182 vstup jeho pirátské flotily do Rudého moře, přepad lodí s poutníky do Mekky a útok na Medínu. Egyptský sultán Saladin mu za tento čin přísahal pomstu. Již příštího roku muslimské síly vstoupily na území Zajordánského panství.

## Obléhání

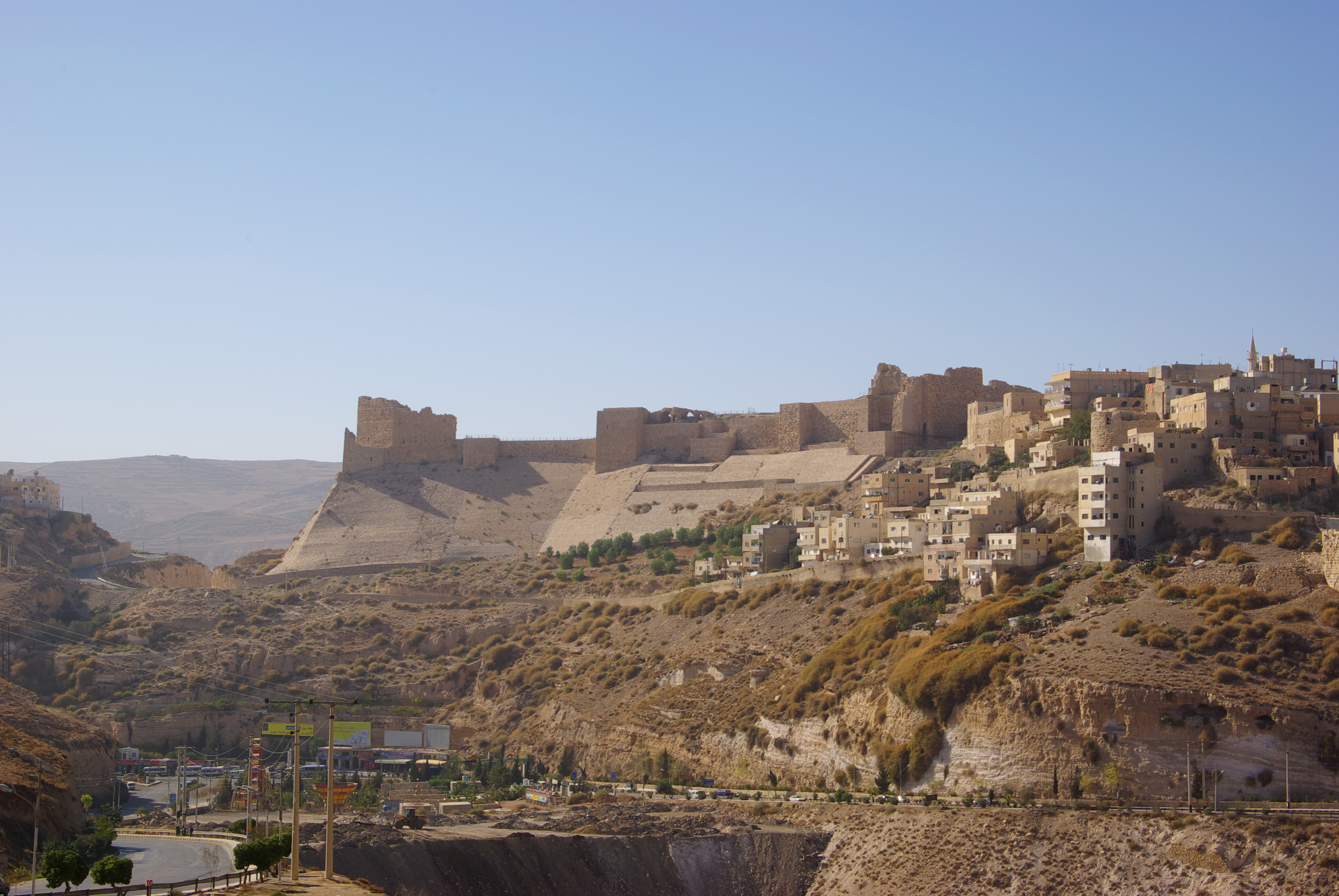
Zříceniny hradu Krak de Moab v Keraku

Na hradu Krak de Moab zatím probíhala svatba Renaudova nevlastníh syna Onfroye IV. a jeruzalémské princezny Isabely. Šlo o čistě politický svazek, v němž Renaud sledoval sblížení palestinské šlechty s aristokraty, kteří do Palestiny přišli z Evropy. Onfroyovi bylo sedmnáct a Isabele teprve jedenáct let. Saladinova invaze křižáky zastihla nepřipravené; svatební hosté již neměli čas odjet a sám Renaud se se svou gardou dostal do hradu na poslední chvíli.
Muslimové v minulosti napadli Kerak již několikrát, ale tentokrát se jim téměř podařilo prolomit obranu. Saladin dal rozvinout devět katapultů, které bombardovaly zdi a obyvatele uvnitř hradeb. Jak svatba pokračovala, nechala Renaudova manželka Stefanie Saladinovi do ležení poslat mísy ze svatebních stolů. Saladin se na oplátku nechal dotázat, v které části pevnosti dlí novomanželé a tato místa zakázal svým obléhacím technikům ostřelovat. Obléhání však pokračovalo. Několika Renaudovým poslům se podařilo z Keraku proniknout a podat zprávu o obležení v Jeruzalémě králi Balduinovi IV.
Král Balduin okamžitě shromáždil svou armádu a osobně s ní vytáhl Keraku na pomoc. Vojsku však prakticky velel královský regent hrabě Raimond z Tripolisu. Ačkoliv Balduin IV. již od dětství trpěl malomocenstvím, rozhodnutí zmařit Saladinův útok bylo takové, že se rozhodl jít s vojskem, i když musel být nesen na nosítkách. Jeruzalémské vojsko ke Keraku dorazilo, když Saladin stále čelil silnému hradebnímu opevnění. Saladin nakonec zvolil ústup, věděl že zůstat v sevření mezi jeruzalémskou armádou a pevností je takticky nevýhodná pozice. Křižáci dosáhli taktického vítězství.

## Důsledky
Napřesrok Saladin svůj pokus o dobytí Keraku zopakoval, ale ani roku 1184 ničeho nedosáhl. Poté, co se mu podařilo roku 1187 zcela zničit křižáckou armádu v bitvě u Hattínu, oblehl i Kerak, který se dokázal bránit dva roky a padl až roku 1189.